# 1 500 mètres masculin aux Jeux olympiques de 1920 (athlétisme)
Pour un article plus général, voir Athlétisme aux Jeux olympiques de 1920.
Navigation
Stockholm 1912 Paris 1924
L'épreuve du 1 500 mètres masculin aux Jeux olympiques de 1920 s'est déroulée les 18 et 19 août 1920 au Stade olympique d'Anvers, en Belgique. Elle est remportée par le Britannique Albert Hill.

## Résultats

### Finale
| Rang               | Athlète              | Pays            | Temps         |
| ------------------ | -------------------- | --------------- | ------------- |
| Médaille d'or      | Albert Hill          | Grande-Bretagne | 4 min 01 s 8  |
| Médaille d'argent  | Philip J. Noel-Baker | Grande-Bretagne | 4 min 02 s 3  |
| Médaille de bronze | Lawrence Shields     | États-Unis      | 4 min 03 s 0  |
| 4                  | Václav Vohralík (en) | Tchécoslovaquie | 4 min 04 s 6  |
| 5                  | Sven Lundgren        | Suède           | 4 min 06 s 3  |
| 6                  | André Audinet        | France          | 4 min 06 s 4  |
| 7                  | Arturo Porro (en)    | Italie          | 4 min 06 s 6  |
| 8                  | Joie Ray             | États-Unis      | 4 min 10. s 0 |
| 9                  | Léon Fourneau (en)   | Belgique        | 4 min 10 s 3  |
| 10                 | René Leray (en)      | France          | 4 min 16 s 5  |
| —                  | Duncan McPhee        | Grande-Bretagne | DNF           |
| —                  | James Connolly       | États-Unis      | DNF           |
| —                  | John Zander          | Suède           | DNF           |